# The Summer I Couldn't Do Better
"The Summer I Couldn't Do Better" es el primer álbum recopilatorio de la cantante y compositora alemana Kim Petras, consta de una serie de once canciones, cada una lanzada individualmente del 1 de agosto de 2017 al 7 de febrero de 2019 por Amigo Records y Republic Records. El álbum precede al lanzamiento de su mixtape debut, Clarity (2019). Las once pistas cuentan con créditos de coescritura de Petras, Aaron Joseph y Dr. Luke, así como créditos de coproducción de Aaron Joseph y Dr. Luke (bajo su seudónimo Made in China).

## Antecedentes y lanzamiento
El título "Era 1" fue acuñado por Petras en un tuit de 2019 tras el lanzamiento de los tres últimos sencillos, declarando el proyecto como "completo". Petras también describió el proyecto como un "arco iris completo", en referencia a que todas las portadas de los sencillos utilizaban un degradado de colores, y deseaba completar "Era 1" antes de lanzar su mixtape debut, Clarity. Para coincidir con el lanzamiento de Clarity, Petras se embarcó en el Broken Tour en 2019, que también incluyó la mayor parte de "Era 1" en su setlist.
"I Don't Want It at All" fue el primer sencillo del proyecto, lanzado el 1 de agosto de 2017; el 30 de octubre de 2017 se estrenó un vídeo musical coprotagonizado por Paris Hilton. El segundo y tercer sencillo, "Hills" y "Hillside Boys", se publicaron el 22 de septiembre de 2017. El cuarto sencillo, "Slow It Down", fue lanzado el 10 de noviembre de 2017. El quinto sencillo, "Faded", se lanzó el 15 de diciembre de 2017, y el 25 de enero de 2018 se estrenó un vídeo musical. El sexto sencillo, "Heart to Break", se publicó el 14 de febrero de 2018, y el 26 de abril de 2018 se lanzó un vídeo musical. El séptimo sencillo, "Can't Do Better", se publicó el 8 de junio de 2018. El noveno sencillo, "All the Time", fue lanzado el 24 de agosto de 2018. Los sencillos décimo a duodécimo, "1, 2, 3 Dayz Up", "Homework" y "If U Think About Me...", fueron lanzados el 7 de febrero de 2019, marcando los lanzamientos finales del proyecto.
En 2022, tras la inclusión de "Can't Do Better" en la primera temporada de la serie de televisión The Summer I Turned Pretty, UMG Recordings lanzó el recopilatorio The Summer I Couldn't Do Better en plataformas de streaming el 4 de agosto de 2022, que contenía los once sencillos en orden de lanzamiento, aunque desde entonces ha sido retirado de la lista.

## Lista de Canciones
| "I Don't Want It at All" Sencillo digital |                          |                                                                                     |                        |          |  |
| N.º                                       | Título                   | Escritor(es)                                                                        | Productor(es)          | Duración |  |
| 1.                                        | «I Don't Want It at All» | Kim Petras - Henry Russell Walter - Aaron Joseph - Aaron Jennings - Lukasz Gottwald | Cirkut - Made in China | 4:10     |  |

| "Hills" Sencillo digital |                      |                                                            |                                |          |  |
| N.º                      | Título               | Escritor(es)                                               | Productor(es)                  | Duración |  |
| 1.                       | «Hills» (con Baby E) | Petras - Joseph - Brandon Hamlin - Ethan Lowery - Gottwald | B Ham - Joseph - Made in China | 3:59     |  |

| "Hillside Boys" Sencillo digital |                 |                                           |                                       |          |  |
| N.º                              | Título          | Escritor(es)                              | Productor(es)                         | Duración |  |
| 1.                               | «Hillside Boys» | Petras - Joseph - Jon Castelli - Gottwald | Jon Castelli - Joseph - Made in China | 3:38     |  |

| "Slow It Down" Sencillo digital |                |                                                         |                                         |          |  |
| N.º                             | Título         | Escritor(es)                                            | Productor(es)                           | Duración |  |
| 1.                              | «Slow It Down» | Petras - Joseph - Walter - Allan Peter Grigg - Gottwald | Kojak - Cirkut - Joseph - Made in China | 3:44     |  |

| "Faded" Sencillo digital |                         |                                                              |                                 |          |  |
| N.º                      | Título                  | Escritor(es)                                                 | Productor(es)                   | Duración |  |
| 1.                       | «Faded» (con Lil Aaron) | Petras - Joseph - Jennings - Walter - Noel Fisher - Gottwald | Detail - Joseph - Made in China | 4:04     |  |

| "Heart to Break" Sencillo digital |                  |                                                            |                                 |          |  |
| N.º                               | Título           | Escritor(es)                                               | Productor(es)                   | Duración |  |
| 1.                                | «Heart to Break» | Petras - Joseph - Walter - Jacob Kasher Hindlin - Gottwald | Cirkut - Joseph - Made in China | 3:45     |  |

| "Can't Do Better" Sencillo digital |                   |                                     |                                 |          |  |
| N.º                                | Título            | Escritor(es)                        | Productor(es)                   | Duración |  |
| 1.                                 | «Can't Do Better» | Petras - Joseph - Walter - Gottwald | Cirkut - Joseph - Made in China | 3:08     |  |

| "All the Time" Sencillo digital |                |                                     |                                 |          |  |
| N.º                             | Título         | Escritor(es)                        | Productor(es)                   | Duración |  |
| 1.                              | «All the Time» | Petras - Joseph - Walter - Gottwald | Cirkut - Joseph - Made in China | 3:15     |  |

| "1, 2, 3 Dayz Up" Sencillo digital |                                |                                          |                                 |          |  |
| N.º                                | Título                         | Escritor(es)                             | Productor(es)                   | Duración |  |
| 1.                                 | «1, 2, 3 Dayz Up» (con Sophie) | Petras - Sophie Long - Joseph - Gottwald | Sophie - Joseph - Made in China | 3:33     |  |

| "Homework" Sencillo digital |                            |                                                |                        |          |  |
| N.º                         | Título                     | Escritor(es)                                   | Productor(es)          | Duración |  |
| 1.                          | «Homework» (con Lil Aaron) | Petras - Joseph - Jennings - Lowery - Gottwald | Joseph - Made in China | 4:18     |  |

| "If U Think About Me..." Sencillo digital |                          |                                                                  |                               |          |  |
| N.º                                       | Título                   | Escritor(es)                                                     | Productor(es)                 | Duración |  |
| 1.                                        | «If U Think About Me...» | Petras - Joseph - Alexander Castillo Vasquez - Lowery - Gottwald | A.C. - Joseph - Made in China | 3:28     |  |

| The Summer I Couldn't Do Better |                                |          |  |
| N.º                             | Título                         | Duración |  |
| 1.                              | «I Don't Want It at All»       | 4:10     |  |
| 2.                              | «Hills» (con Baby E)           | 3:59     |  |
| 3.                              | «Hillside Boys»                | 3:38     |  |
| 4.                              | «Slow It Down»                 | 3:44     |  |
| 5.                              | «Faded» (con Lil Aaron)        | 4:04     |  |
| 6.                              | «Heart to Break»               | 3:45     |  |
| 7.                              | «Can't Do Better»              | 3:08     |  |
| 8.                              | «All The Time»                 | 3:15     |  |
| 9.                              | «1, 2, 3 Dayz Up» (con Sophie) | 3:33     |  |
| 10.                             | «Homework» (con Lil Aaron)     | 4:18     |  |
| 11.                             | «If U Think About Me...»       | 3:28     |  |
| 41:08                           |                                |          |  |